# Schlacht bei Bellevue
Weißenburg – Spichern – Wörth – Colombey – Straßburg – Toul – Mars-la-Tour – Gravelotte – Metz – Beaumont – Noisseville – Sedan – Sceaux – Chevilly – Bellevue – Artenay – Châtillon – Châteaudun – Le Bourget – Coulmiers – Amiens – Beaune-la-Rolande – Villepion – Loigny und Poupry – Orléans – Villiers – Beaugency – Nuits – Hallue – Bapaume – Villersexel – Le Mans – Lisaine – Saint-Quentin – Buzenval – Paris – Belfort
Die Schlacht bei Bellevue am 7. Oktober 1870 zwischen der französischen Rheinarmee unter Bazaine und der deutschen Zernierungsarmee vor Metz war eine Schlacht des Deutsch-Französischen Krieges. In einigen Quellen auch bezeichnet als Gefecht bzw. Schlacht von Ladonchamps.
In der Festung Metz war seit dem 20. August 1870 die Rheinarmee mit ca. 180.000 Soldaten eingeschlossen. Am 31. August und 1. September 1870 war in der Schlacht von Noisseville bereits ein Ausbruchsversuch der französischen Armee von den deutschen Verbänden erfolgreich zurückgewiesen worden.
Am 2. Oktober richtete sich ein weiterer Ausfall gegen Ladonchamps, Ste-Agathe, St-Rémy und Bellevue. Die Deutschen (Teile des III. Armeekorps unter Generalleutnant von Alvensleben) mussten sich aus der äußersten Linie, den Orten Ladonchamps und Ste.-Agathe, zurückziehen, konnten aber die befestigte zweite Linie behaupten. Im weiteren Verlauf des Kampfes gelang es den Preußen, die Franzosen in ihre Ausgangsstellungen zurückzutreiben.
Der letzte Angriff der Rheinarmee begann am 7. Oktober 1870 in der Nähe der Ortschaften Bellevue, St-Rémy, Grandes Tapes und Petites Tapes. Ziel des Angriffs war nicht mehr der Ausbruch mit der Vereinigung mit weiteren Verbänden, sondern die Beschaffung von Lebensmitteln. Die Beweglichkeit der Armee war durch das Schlachten der Pferde bereits zu sehr eingeschränkt, als dass ein solcher weiträumiger Vorstoß noch Erfolgsaussichten gehabt hätte.
Gegen 2 Uhr nachmittags am 7. Oktober 1870 gingen am linken Moselufer französische Infanteriekolonnen mit 2–3 Batterien in einer Gesamtstärke von ca. 30.000 Mann gegen die genannten Orte vor und warfen die Vorposten der 3. Reservedivision unter General v. Kummer nach hartnäckiger Verteidigung aus diesen Ortschaften. Dabei gerieten auch zahlreiche Soldaten in französische Gefangenschaft.
Generalleutnant von Alvensleben vom III. Armeekorps schickte die 9. Infanterie-Brigade unter Oberst von Conta gegen das Gehölz von Woippy zur Unterstützung, General von Voigts-Rhetz sandte die 38. Infanterie-Brigade nach. Die deutschen Verbände befanden sich somit in einer halbkreisförmigen Stellung und konnten die Angreifer von drei Seiten unter Flankenfeuer nehmen. Diese Lage zwang die Franzosen zum Rückzug, und bei Einbruch der Dämmerung waren sämtliche zwischenzeitlich verlorenen Positionen wieder zurückerobert.
Ein Kriegsberichterstatter berichtete, dass die Franzosen gar nicht bis in den Bereich des Schützenfeuers der deutschen Hauptkräfte gelangten. Ehe sie diesen kritischen Punkt erreichen konnten, hatte das Feuer der Artillerie von mehreren Seiten und der Vorpostenlinien ihre Reihen aufgelöst: „Die dichten Kolonnen gerieten erst ins Wanken und brachen dann auseinander.“ (Zitiert aus Engels s. u.)

## Hinweis zum Datum
In verschiedenen Quellen wird diese Schlacht auf den 18. Oktober 1870 terminiert, bzw. die Gefechte vom 2. Oktober und 7. Oktober werden verwechselt.

## Eingesetzte französische Kräfte
Kaiserliche Garde
- 1er régiment de voltigeurs de la Garde impériale
- 2e régiment de voltigeurs de la Garde impériale
- 3e régiment de voltigeurs de la Garde impériale
- 4e régiment de voltigeurs de la Garde impériale
- Régiment de zouaves de la Garde impériale
- Bataillon de chasseurs de la Garde impériale

Linieninfanterie
- 25e régiment d’infanterie de ligne
- 26e régiment d’infanterie de ligne
- 28e régiment d’infanterie de ligne
- 70e régiment d’infanterie de ligne
- 75e régiment d’infanterie de ligne
- 80e régiment d’infanterie de ligne
- 91e régiment d’infanterie de ligne
- 94e régiment d’infanterie de ligne
- 98e régiment d’infanterie de ligne
- 100e régiment d’infanterie de ligne

Jäger zu Fuß
- 5e bataillon de chasseurs à pied
- 11e bataillon de chasseurs à pied